# Palaumysis bahamensis
Palaumysis bahamensis är en kräftdjursart som beskrevs av Giuseppe L. Pesce och Thomas M. Iliffe 2002. Palaumysis bahamensis ingår i släktet Palaumysis och familjen Mysidae. Inga underarter finns listade i Catalogue of Life.